# Ада (графиня Голландии)
Ада Голландская (нидерл. Ada van Holland; 1188 — 1223) — графиня Голландии в 1203—1207 годах.

## Биография
Ада была единственным выжившим ребёнком графа Голландии Дирка VII и Аделаиды Клевской. 
Сразу же после смерти отца в 1203 году ей пришлось иметь дело с дядей Виллемом, предъявившим права на наследство Дирка. Чтобы укрепить свои позиции, 15-летняя Ада вышла замуж за графа Лоона Луи II; она так спешила, что свадьба была сыграна ещё до похорон отца, что привело к скандалу.
Ада была быстро схвачена сторонниками Виллема и заключена под стражу в Лейдене. Сначала её держали на острова Тексел, а затем отправили в Англию к королю Иоанну.
Гражданская война длилась до 1206 года. По договору в Брюгге Виллем признал за Луи и Адой графские титулы, а графство было разделено: Виллем получал Зеландию и земли вокруг Гертрёйденберга, а Луи — остальное. На практике, однако, Виллем продолжал править всей Голландией.
В 1207 году Ада и Луи были освобождены и вернулись в Лоон, чтобы предъявить свои права. Однако в 1208 году император Оттон IV признал Виллема графом Голландии. Ада и Луи продолжили свою борьбу (которая стала частью общей борьбы между Францией и Гогенштауфенами с одной стороны, и Англией и Вельфами — с другой), но в 1213 году им пришлось окончательно отказаться от своих прав в пользу Виллема.
Ада скончалась бездетной в 1223 году, и была похоронена в аббатстве ван Херкенроде в Хасселте.